# Pavel Socháň

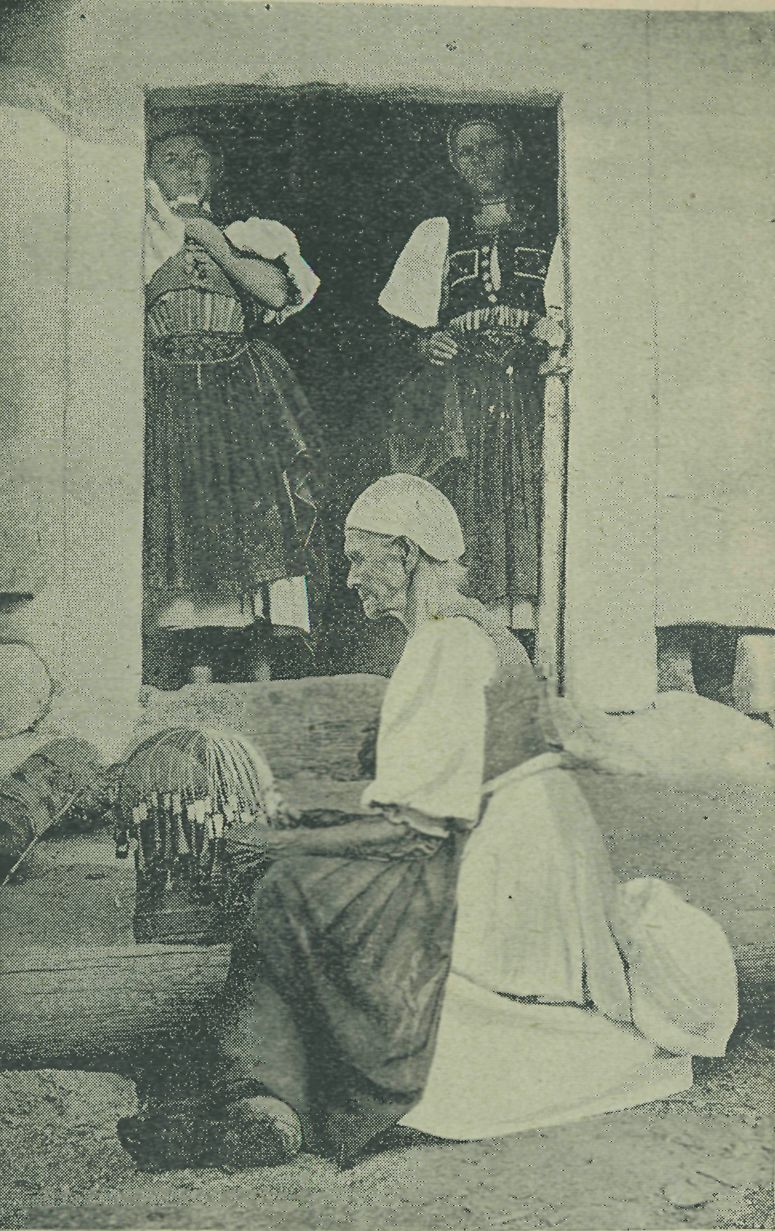
Proslulé krajky, čipky slovenské paličkuje stařenka v Ponikách ve Zvolenské stolici. Zajímají nás i kroje ženské tamější a typy obou žen v pozadí pletařky.

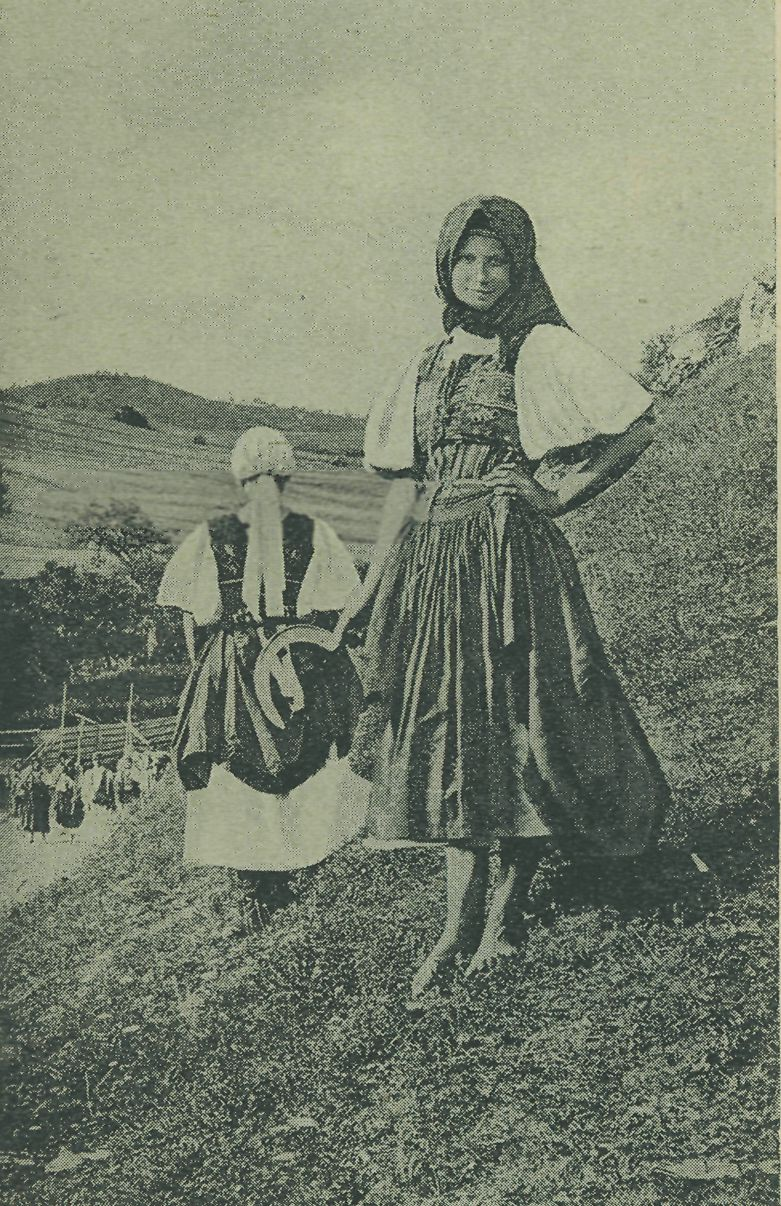
Žnice v Ponikách ve Zvolenské stolici (kroj ženy odvrácené zvláště rázovitý)

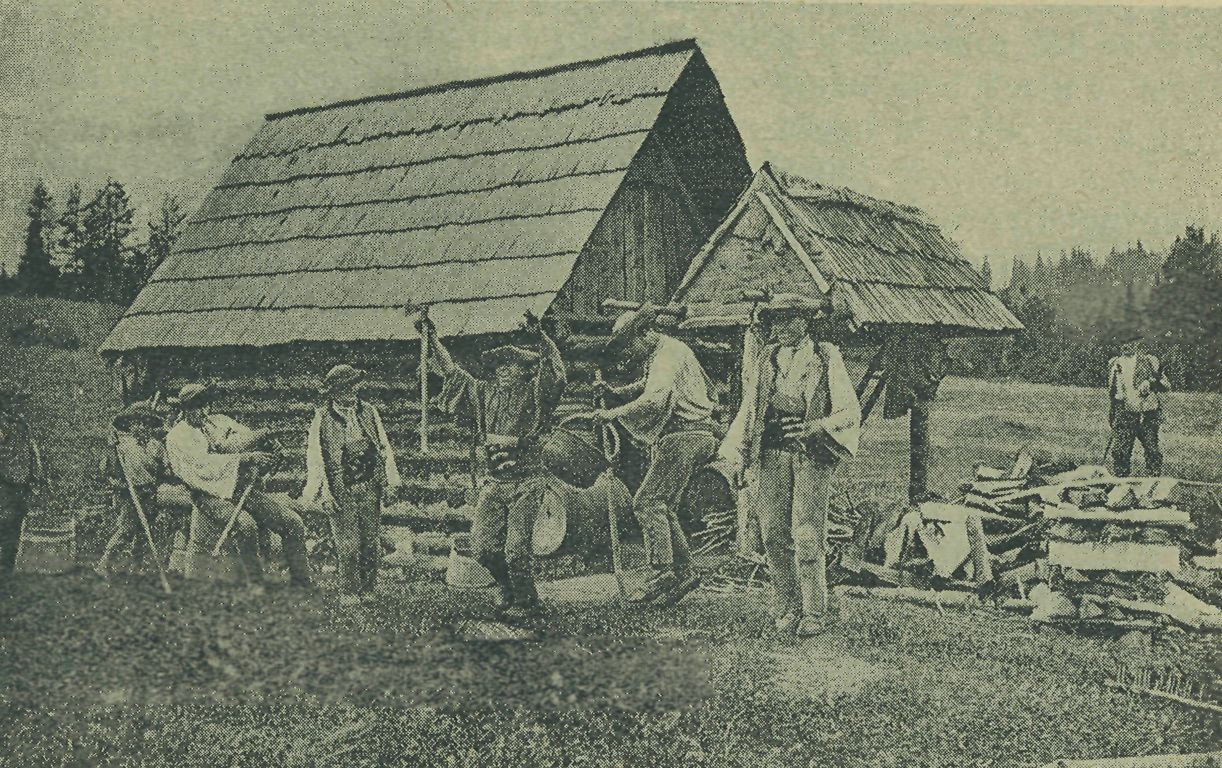
Tanec odzemok na salaši ve Vážci. Liptovská stolice.

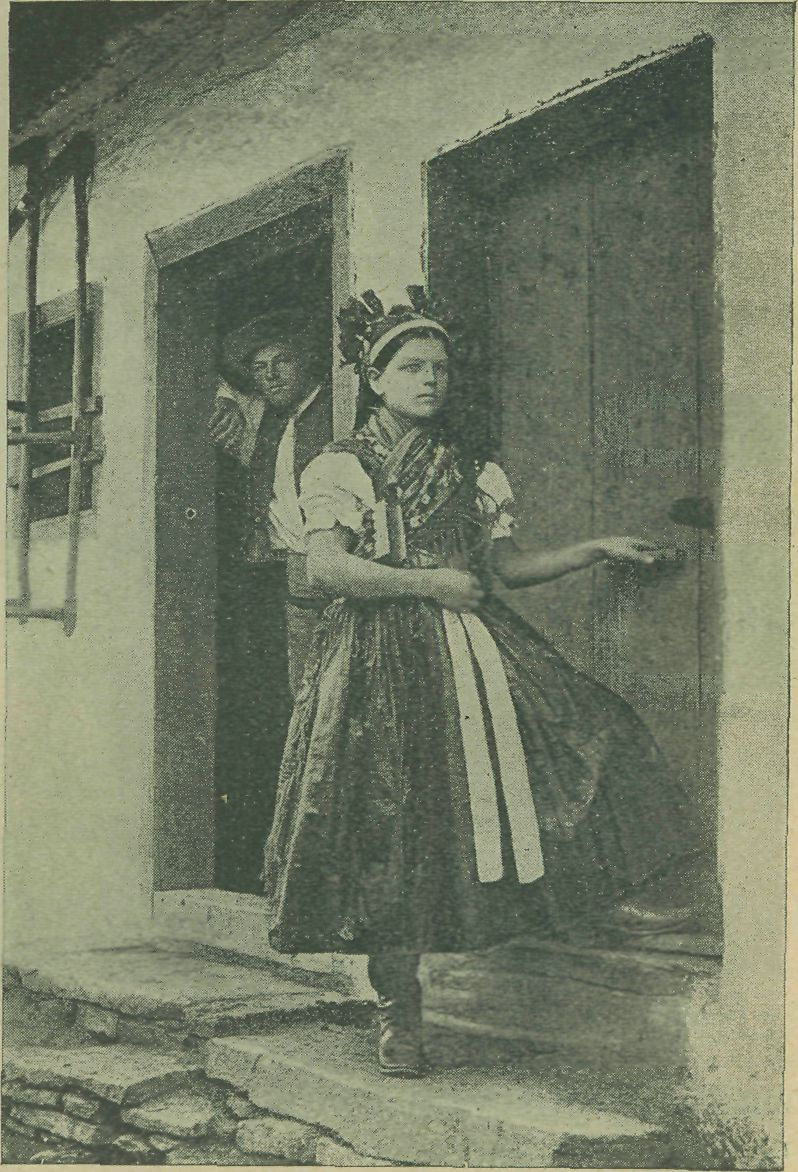
Z kostela přichází děvče v pestrém kroji, obvyklém ve Štvartku ve spišské stolici. Nedůvěřivý šohaj pošilhává vedle u dveří, zda vyvolená děvuška s fotografem, který poprosil o snímek, očima nepohrává. Také šohajův kroj primitivní zasluhuje povšimnutí.

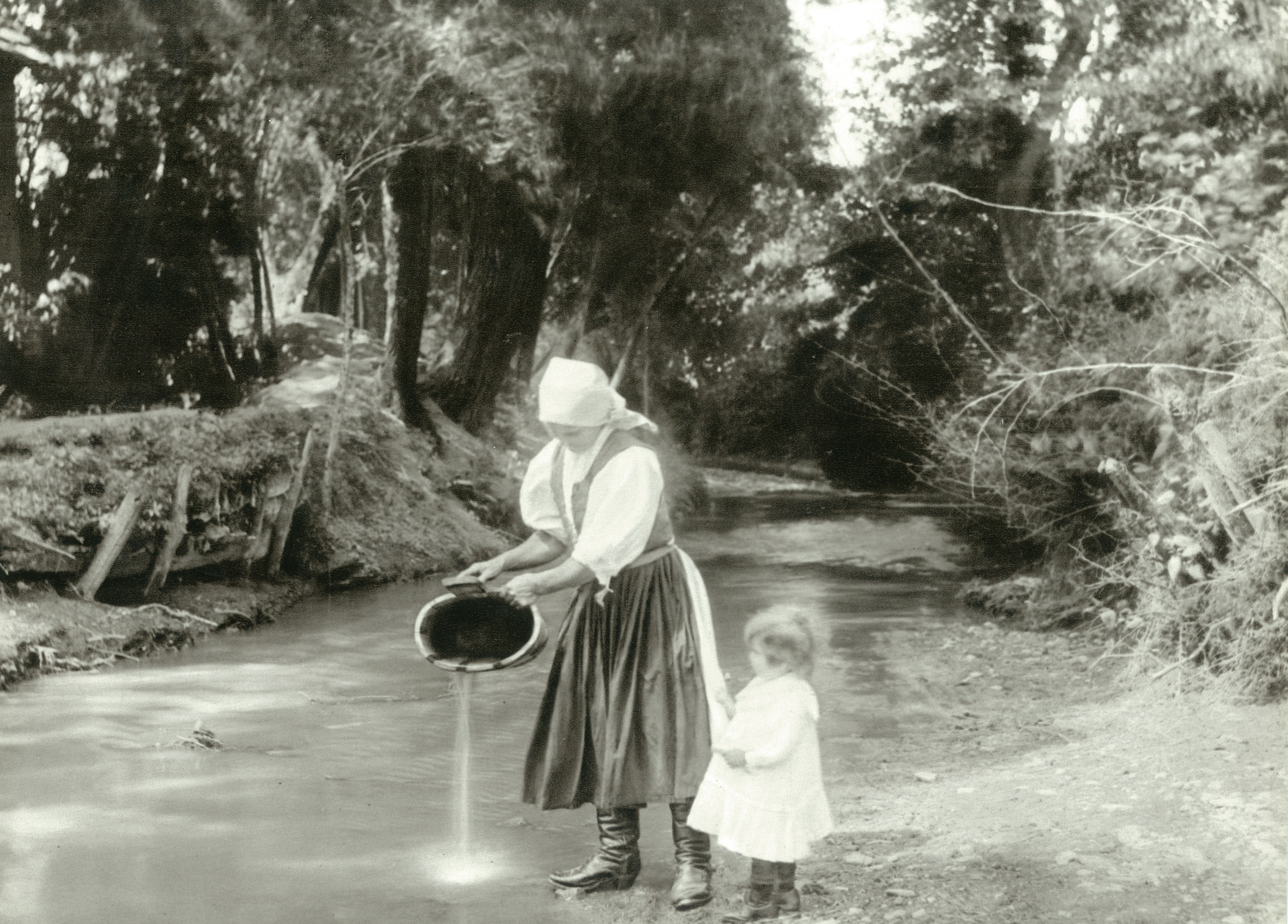
Pri potoku

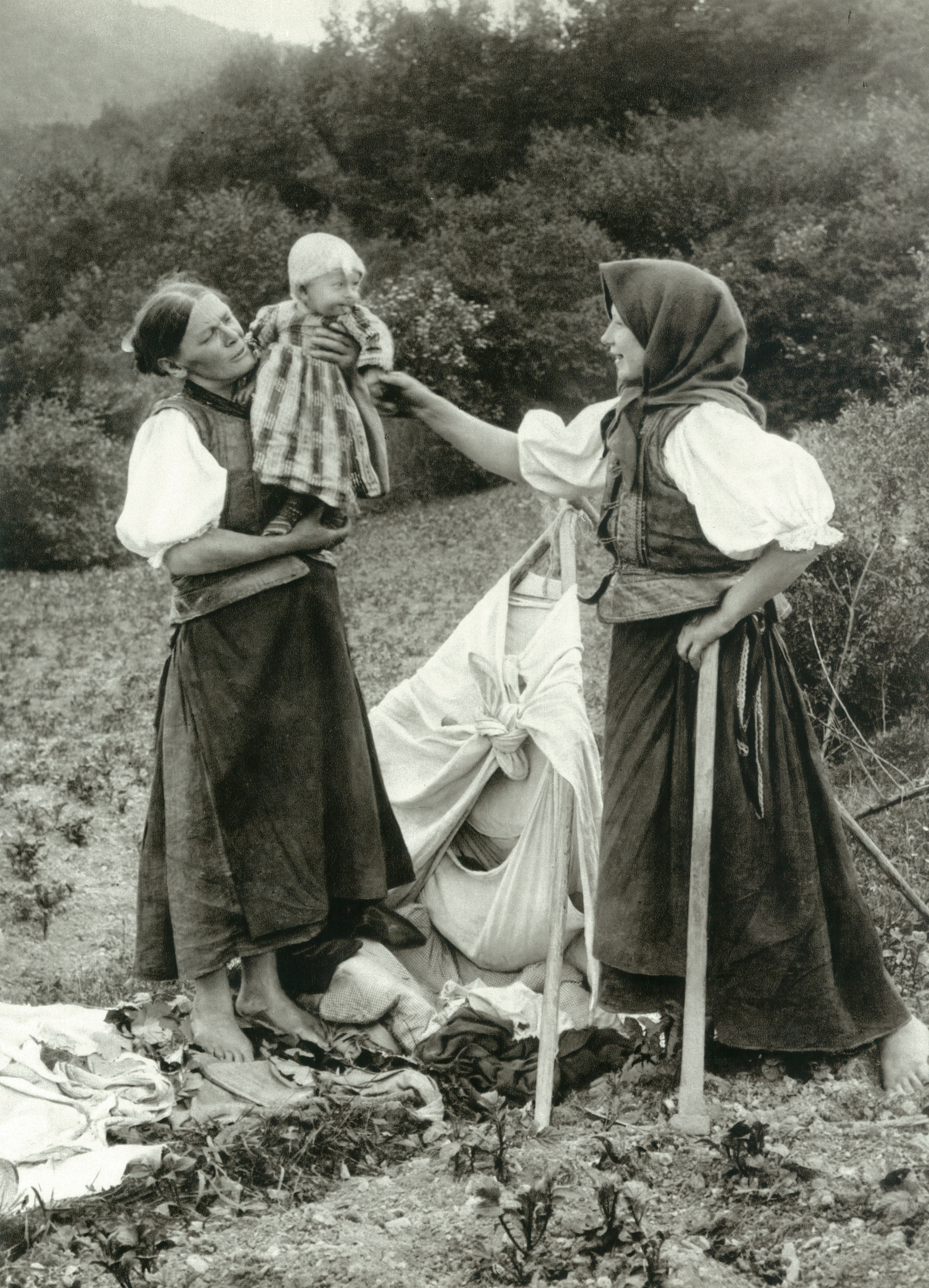
Pri polnej kolíske (Dvě ženy s dítětem)

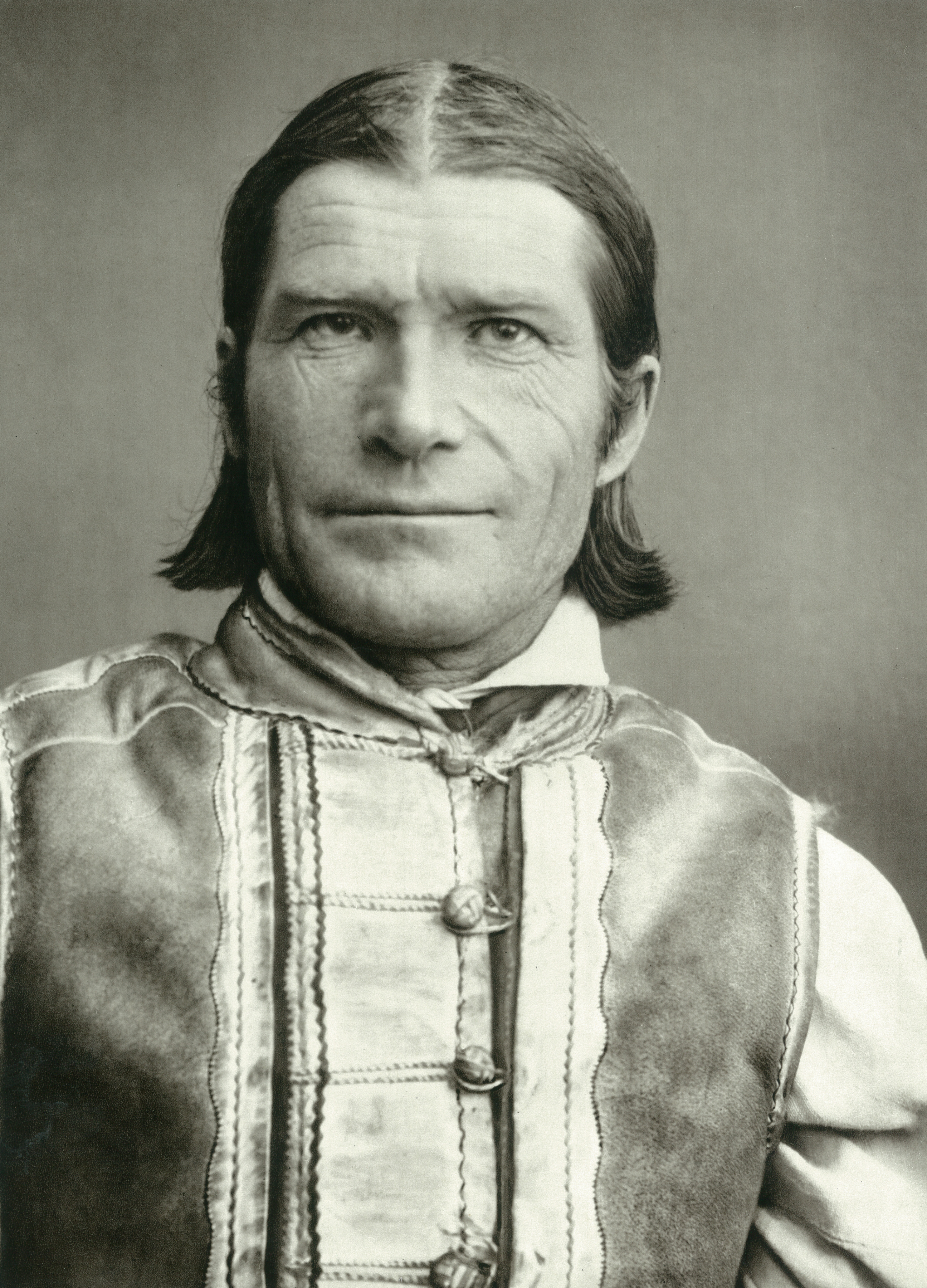
Gazda z Jasenovej

Pavel Socháň (6. červen 1862, Vrbica  – 23. leden 1941, Bratislava) byl slovenský národopisec, fotograf, spisovatel a dramatik.

## Život
Narodil se v rodině sedláře ve Vrbici u Liptovského Mikuláše. V letech 1868-1872 studoval na gymnáziu v Kežmarku. V té době byla výuka slovenštiny zakázána. Socháň učil své spolužáky v soukromém kroužku slovenskému jazyku a literatuře. Za tuto činnost byl z gymnázia vyloučen. Ve studiu pokračoval od roku 1879 na učitelském ústavu v Lučenci. I zde založil tajný vlastenecký kroužek a vydával i ručně psaný časopis Žiara. Proto byl v roce 1881 opět vyloučen a zákaz mu byl rozšířen na všechny školy v Uhersku. Odešel tedy do Čech a v letech 1882-1885 studoval na Akademii výtvarných umění v Praze a to v roce 1882-1883 v oddělení elementárního kreslení u profesora Františka Čermáka (1822-1884) a v roce 1884-1885 kresbu v Síni antiky u profesora Antonína Lhoty. Rovněž navštěvoval přednášky z dějin výtvarného umění u profesora Otakara Hostinského. Současně studoval na Filosofické fakultě Karlovy univerzity estetiku a národopis. Navštěvoval přednášky Josefa Durdíka, Josefa Ladislava Píče a Miroslava Tyrše.
Ve studiu malířství pokračoval ve školním roce 1885-1886 na malířské akademii v Mnichově. I zde se vedle studia věnoval spolkové činnosti. V Mnichově se poprvé setkal s fotografií a začal se jí věnovat. Po návratu do Prahy se vyučil fotografem v ateliéru Jindřicha Eckerta (v roce 1889).
V roce 1891 se vrátil na Slovensko, dva roky žil v Liptovském Mikuláši a v roce 1893 se usídlil v Martině. Zde až do roku 1912 provozoval fotografický ateliér. Rovněž se zde oženil s Boženou Anderovou, se kterou měli sedm dětí. Věnoval se spolkovému vlasteneckému životu, působil jako tajemník Museálnej slovenskej spoločnosti. Dále se zabýval ochotnickým divadlem, pro které napsal několik divadelních her a působil též jako režisér. V roce 1909 uvedl svou divadelní hru Sedliacká nevesta. Ta byla označena za protimaďarské pobuřování. Vzhledem k momentální politické situaci nakonec k soudnímu procesu nedošlo, přesto se atmosféra v Martině stala pro Socháně neúnosnou. Proto v roce 1912 odešel do Prahy. Po vypuknutí první světové války v roce 1914 na něho byl, jako známého a dlouholetého protimaďarského „buřiče“, vydán zatykač a Socháň odjel před zatčením do Spojených států amerických. Tam pracoval jako učitel, redaktor slovenských novin a časopisů a rovněž aktivně působil v protirakouském odboji nejprve v New Yorku a později v Pittsburghu.
Po návratu do Československa v roce 1919 pracoval v různých státních úřadech v Praze a v Bratislavě, vždy ale jen krátkou dobu. V roce 1922 jej požádal tajemník Matice slovenskej aby zorganizoval Ústredie slovenských ochotnických divadel, což se mu podařilo v rekordní době tří měsíců. Byl rovněž prvním slovenským hlasatelem Radiožurnálu. Pro rozhlas také upravil některé své divadelní hry a výstupy.
V letech 1923-1924 byl redaktorem deníku Slovenský svet a v letech 1924-1926 redaktorem novin Národný deník. Po úpadku těchto novin neměl žádný pravidelný příjem. Byly mu sice udělovány různé čestné funkce, ty ale byly bez příjmů a v jeho těžké hmotné situaci mu nijak nepomohly. Živil se tedy vydáváním různých žertovných příběhů a scének Smiešky a smiechoty.
Zemřel ve věku sedmdesátiosmi let v Bratislavě a je pohřben na Národním hřbitově v Martině.
Architekt Dušan Jurkovič navrhl jeho pomník v Bratislavě (1942), který ale nebyl realizován.

### Národní činnost
Již jako student zakládal různé spolky a kroužky s národní orientací. Účastnil se spolkové činnosti ve slovenských, moravských, českých i různých společných slovanských spolcích. V roce 1882 byl v Praze spoluzakladatelem slovenského studentského spolku Detvan. Během dalšího studia v Mnichově spoluzaložil a byl tajemníkem sdružení českých a slovenských studentů Škréta a redigoval jeho časopis Paleta .
Během svého pobytu v Martině (1893-1912) byl jedním z předních organizátorů národního hnutí. Mimo jiné spoluzakládal Museálnou slovenskou spoločnost a byl vedoucí osobností ochotnického divadla. Protimaďarské vyznění jeho divadelní hry Sedliacká nevesta bylo příčinou jeho odchodu ze Slovenska a posléze i z Čech do emigrace.
Během emigrace ve Spojených státech amerických působil jako učitel slovenštiny a redaktor slovenských krajanských novin a časopisů. Rovněž působil ve Slovenské Lize (Slovak League of America) a spolupracoval se slovenským zahraničním odbojem.
Po návratu do vlasti úspěšně zorganizoval Ústredie slovenských ochotnických divadel. Velmi usiloval též o zřízení zvláštního referátu pro národopis při ministerstvu s plnou mocí pro správu Slovenska. To se mu přes velkou podporu mnoha slovenských míst nepodařilo.

## Dílo

### Malířské dílo
Malířské dílo Pavla Socháně se téměř nedochovalo. Je zachováno jen několik kreseb roztroušených v časopisech. Jedna z nich Národní kroj Slovaček z okolí Trnavy byla otištěna v časopisu Zlatá Praha . Většina dochovaných kreseb patří do Socháňovy národopisné činnosti a umělecká stránka je zde podřízena dokumentárnímu účelu.

### Fotografické dílo
S fotografií se Socháň setkal již v Praze. Během studií v Mnichově se jeho zájem prohloubil a v roce 1886 se tři měsíce učil u fotografa Theodora Menzela (10. února – 1. května 1886). V dochovaném neadresovaném konceptu dopisu příteli napsal, že se tak rozhodl především z existenčních důvodů. Přechod od malířství k fotografii byl v té době poměrně častý (například Jozef Božetech Klemens). Po návratu do Prahy a prvním období národopisné aktivity nastoupil 11. března 1889 na přímluvu Dr. Tomáše Černého jako učeň v ateliéru Jindřicha Eckerta a po pěti týdnech (15. dubna 1889) obdržel výuční list. Pracoval zde až do léta 1890. V té době již úspěšně prodával své národopisné a krajinářské fotografie.
V létě 1890 se mu podařilo získat půjčku na fotografické vybavení a přesídlil do Liptovského Mikuláše, kde začal působit jako fotograf. Hodně se věnoval národopisným námětům, cestoval po Slovensku a fotografoval kroje, venkovský život i krajinu a architekturu. Snímky pak posílal různým kulturním osobnostem se žádostí o koupi. V roce 1893 se přestěhoval do Martina, kde se oženil a založil fotografický ateliér.
Ve svém ateliéru pořizoval běžnou živnostnickou fotografii vysoké řemeslné, a díky svému malířskému vzdělání i výtvarné úrovně. Rovněž zde pořizoval tehdy módní fotografie měšťanských dam a slečen v lidových krojích s dobovým národním patosem. Vedle toho se dochovaly i fotografie, na kterých Pavel Socháň se svým bývalým spolužákem Jožou Uprkou ve slovenských krojích inscenují žánrové scénky ze zbojnického života.
Hlavní částí Socháňova fotografického díla je fotografie národopisná. Některé snímky provedl ve svém ateliéru, ale většinu v reálném prostředí. Fotografoval portréty, kroje, běžné i sváteční činnosti (často v jakýchsi fotografických sériích), venkovské i městské stavby a veduty i snímky žánrové. Problémem této části jeho díla je nepřesná datace. Snímky vznikly mezi lety 1890 a 1912, většina patrně v letech 1890-1893. Bližší časové určení ale chybí.
Velkou publicitu i komerční úspěch měly pohlednice se Socháňovými fotografiemi. Vycházely v různých řadách od roku 1898 do roku 1924 a mimo Slovensko se prodávaly i na Moravě, v Čechách a v slovenských obcích v Jugoslávii a v USA. Jednotlivé řady byly: Slovenské kroje, Krajiny, Obrazy ze Slovenska a série portrétů slovenských národních buditelů (Pavol Országh Hviezdoslav, Svetozár Hurban-Vajanský, Martin Kukučín, Ján Francisci-Rimavský, Viliam Pauliny-Tóth, Andrej Halaša, Štefan Mišík, František Richard Osvald, Scotus Viator a další). Celkem vyšlo asi 400 pohlednic.
Vedle národopisných námětů fotografoval i současnou moderní (secesní) architekturu a dokumentoval i průmyslové stavby (vápenka u Strečna, stavba železnice přes Štrbu). Vytvořil i fotografická panoramata (Martin, Ružomberok, Vysoké Tatry). Pozoruhodná je skutečnost, že Socháň ve svém fotografickém díle nijak nepodléhal tehdy módnímu piktorialismu ani různým romantizujícím tendencím, ale zobrazoval vše s realistickou věrností.
Fotografie a negativy Pavla Socháňa jsou uschovány v majetku těchto institucí:
- Matica slovenská, Martin,
- Slovenské národné múzeum, Bratislava,
- Náprstkovo muzeum, Praha
- Néprajzi múzeum, Budapešť.

### Národopisné dílo
Socháňova národopisná práce začíná v roce 1886. Po návratu z Mnichovských studií podnikl studijní cestu na Moravu. Bylo to krátce po výstavě lidových oděvů v Olomouci, kterou uspořádali prof. Jan Havelka (1839-1886) se svou ženou Vlastou, rozenou Wanklovou (1858-1939) a její sestrou Madlenkou (1865-1922). Tato výstava měla velký ohlas na Moravě, v Čechách i v zahraničí a vzbudila zájem o lidový oděv a jeho ornamenty. Socháň si díky svému malířskému a etnografickému vzdělání uvědomil, že ornamenty a vzory slovenských krojů jsou mnohem archaičtější a rozhodl se zorganizovat reprezentativní výstavu. Pro tuto myšlenku našel v Martinských národních kruzích podporu a v roce 1887 proběhla v Martině výstava slovenských výšivek, která je dodnes považována za mezník v historii slovenského národopisu. Socháňovy sbírky jsou pak vystavovány v celé řadě měst (Praha, Vídeň, Lipsko, Berlín). Socháňova sbírka byla vystavena i na Národopisné výstavě českoslovanské v roce 1895 v Praze. Socháň byl rovněž spolu s Dušanem Jurkovičem jedním z organizátorů slovenské části této výstavy. Své sbírky ještě za života věnoval Museálnej slovenskej spoločnosti.
Velký zájem veřejnosti o lidové oděvy vedl i k tomu, že zprostředkovával obchodní spojení mezi vesnickými vyšívačkami a zájemci o jejich díla z řad sběratelů.
Samostatnou kapitolou je národopisná část Socháňova fotografického díla.
Socháň publikoval asi 500 časopiseckých článků a proslovil řadu přednášek. Pomáhal i při zavádění vyšívání lidových motivů v rámci ručních prací na českých školách, které se šířilo díky aktivitám Umělecké besedy pod vedením Renáty Tyršové (1854-1937).

### Dramatické dílo
Poprvé se setkal s ochotnickým divadlem na obecné škole v Liptovském Mikuláši. Podstatnou část své dramatické a divadelnické činnosti vykonal během svého pobytu v Martině. Zde byl dramatikem, hercem, režisérem a rovněž malířem kulis. Jeho divadelní hry jsou většinou veselohry bez velkých ambicí. Často jsou využívány různé komické záměny. Některé hry mají i satirický podtext. Ve hře Civilné manželstvo (1888) se děj odehrává v roce 1883 v době, kdy se připravoval zákon, umožňující sňatky osob křesťanského a židovského vyznání. Děj hry pak ukazuje pokus využít tohoto zákona pro obohacení. Nemorálnost je ale zesměšněna a láska zvítězí. Mimo veseloher napsal i dvě dramata: hru Sedliacká nevesta (1909), která vypráví tragický příběh o sňatku bohaté sedlácké dívky a nemorálního příslušníka zchudlého šlechtického rodu. Hra Renegát (1911) pranýřuje národní odrodilství a maďarskou nadvládu na pozadí předvolebního boje. Tato dramata byla příčinou Socháňova druhého odchodu ze Slovenska v roce 1912.
Hra Sedliacká nevesta je považována za vrchol Socháňovy dramatické tvorby  a byla jednou z prvních her, uvedených ve Slovenském národním divadle po je ho otevření v roce 1920. V americkém exilu napsal veršovanou pohádku Jánošík a lesné víly (1918), která se námětově i formálně odlišuje od ostatních jeho her.
Jeho tvorba po návratu do vlasti je pak už jen nenáročný lidový humor (skeče, veselohry). Věnoval se rovněž organizační práci pro Ústredie slovenských ochotnických divadel. Některé jeho hry byly přepracovány v letech 1934-1935 pro rozhlas.

#### Pseudonymy
Borivoj Rehtáčka, Dobroslav Pokrievka, Dratvoslav Podošva, Dušan Lipeň, Hapták, Kazimír Fundátor Nezbeda, Liptovský

## Spisy

### Národopis
- Návody na sbírání lidových krojů, kraslic, výšivek a keramiky
- Vzory slovenského národního vyšívání (1890) – dílo bylo vysoce oceňováno, ale vzhledem k velké finanční náročnosti kvalitního tisku vyšly pouze dva sešity.
- Vzory slovenských výšivok (1893)
- Kroje lidu slovenského (1895) in: Národopisná výstava Českoslovanská, 1895
- Slovenské národní ornamenty (1889-1912) – album originálních fotografií, postupně vyšlo 8 svazků po 40 fotografiích v nákladu asi 10 kopií
- Svatba v Jasenovej na Orave (1897)
- Kroje a svadba v Lopašově na Slovensku v Nitranské stol. , Praha : Společnost národopisného musea českoslovanského, (1905) – včetně fotografického doprovodu
- Zbojník Juro Jánošík, a akým bol v skutočnosti... (1924)
- Otázka umeleckého priemyslu ľudového na Slovensku : séria článkov, Bratislava, 1924, Zvl. otisk z Národného deníka v Bratislave, roč. 1924, čís. 142-146
- Svätojánské ohne na Slovensku, Bratislava : Družstvo na vydávanie knih a časopisov, 1924
- Starobylé zvyky slovenských roľníkov pri poľnej práci, Bratislava : Slobodné učenie sedliacke, 1930 – včetně fotografického doprovodu

### Divadlo
- Civilné manželstvo (1888) – veselohra
- Tobiáš Klepeto alebo Kvartieľ vo veľkom meste (1906) – veselohra
- Honorár (1906) – veselohra
- Sedliacká nevesta (1908) – společenské drama
- Renegát (1911) – drama
- Jánošík a lesné víly (Pittsburgh, 1918) – pohádka ve verších
- Ach, tie slúžky! : Ponosa utrápenej panej (1923) – veselohra
- Smiešky a smiechoty (1923) – veseloherní skeče
- Fotograf (1923) – veselohra